# Belisana airai
Belisana airai là một loài nhện trong họ Pholcidae. Loài này được phát hiện ở Carolinen.